# Vlag van Brooklyn

Vlag van Brooklyn

De vlag van Brooklyn heeft een witte achtergrond met een zegel in het midden. Binnen de zegel staat een afbeelding van de Godin van de Gerechtigheid op een lichtblauwe achtergrond met fasces, een traditioneel symbool van eenheid. De fasces bestaat uit zes staven, die staan voor de zes oorspronkelijke steden van Brooklyn (vijf Nederlandse, één Engelse) onder Nieuw-Nederland. Rondom de afbeelding staat een ring van donkerblauw en de Oud-Nederlandse zin "Een Draght Macht Maght" (modern Nederlands: "Eendracht maakt macht"). Tijdens het consolidatieproces van de City of Greater New York in de jaren 1890 werd "Miss Brooklyn" uit de vlag een populair figuur, die het hof werd gemaakt door Father Knickerbocker. In de donkere ring staan ook de woorden "Borough of Brooklyn". De buiten- en binnenrand van de zegel zijn goudkleurig. De primaire kleuren van de zegel, blauw en goud, zijn door het kantoor van de Borough President aangenomen als de eigen kleuren van Brooklyn.
De vlag is al in gebruik sinds minstens 1860, toen Brooklyn een onafhankelijke stad was.